# Волохи

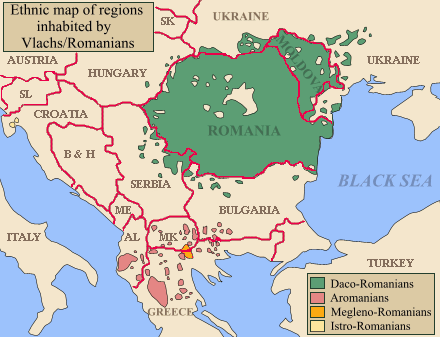
Розселення волохів.

Воло́хи — узагальнювальний термін, що позначає кілька сучасних романськомовних народів у Центральній, Східній та Південно-Східній Європі. Групи, які історично називалися волохами: сучасні румуни (дако-румуни), арумуни/македонські румуни, мегленорумуни, істрорумуни й морлахи.
Майже всі сучасні держави Центральної й Південно-Східної Європи мають корінні нечисленні волоські меншини: Угорщина, Україна, Сербія, Хорватія, Македонія, Албанія, Греція та Болгарія. У Польщі, Чехії, Словаччині, Боснії та Чорногорії волохи були повністю асимільовані слов'янським населенням. Тільки в Румунії та Республіці Молдова волохи нині становлять етнічну більшість.

## Етимологія
Термін має германське походження (від слова Walha — іноземець, чужинець). Спочатку він був назвою конфедерації Вольків — кельтських племен, що розселилися від Рони й Ебро до Баварії й Дунаю. Потім германці застосовували його для позначення романізованих кельтів, що жили в римській провінції Галлія. Після V століття, в умовах германського панування, галло-римляни, мешканці Галлії, отримали презирливу назву «вольки», тоді ж з'явилися назви «Уельс» і «валлони», які англосакси і юти застосовували для позначення частково романізованих кельтів Британських островів.
Германці, що осіли в колишній римській провінції Реція (нині Швейцарія), вельшами іменували романське населення з рідною франко-провансальською мовою (див. Романдія). Пізніше термін було запозичено у слов'янські мови. У слов'янських мовах (а також в угорській) влахами, влохами або волохами спочатку називали всі романські народи (пор. пол. Włochy — Італія). Візантійці, південні й східні слов'яни називали волохами (грец. Βλάχος) кочові народи Балканського півострова.
Дана гіпотеза є вкрай сумнівною, оскільки, кельти навряд чи використовували б германське слово для самоідентифікації. Більш ймовірно що це самоназва племен що заселяли Європу ще до поширення в ній, власне, кельтів з якими останні можливо частково змішалися і перейняли їх власне ім'я. Дискусійним залишається запозичення цього слова в слов'янські мови. Слов'яни чітко і конкретизовано ідентифікували цим словом аборигенне населення яке проживало в горах і займалося в основному напівкочовим відгінним скотарством, а також предків сучасних італійців. Саме про римлян говорить літописець Нестор, вживаючи термін «волохи». На даний час це слово саме в такому значенні збереглося в польській мові. Та й зрештою використання назви Валахія для самоідентифікації ніяк не в'яжеться із германським іноземець. Етнонім «волохи», напевне, пов'язаний із влахами-італійцями чи правильніше римлянами. Звідси і нова сучасна вестернізована назва волоської держави Румунія. Про першопредка із теренів сучасної Італії говорить і легенда про родоначальників волохів.[джерело?]

## Носії
Східнороманські мови, які іноді називають ще волоськими, належать до групи романських мов, які розвивалися в Південно-Східній Європі від місцевого східного варіанту вульгарної латини.
- Дако-румуни (або власне румуни; бл. 23 623 890;[1] у тому числі молдовани), послуговуються румунською (дако-румунською) мовою (назва походить від стародавньої Дакії, на терені якої вони живуть):
  - Румунія — 16 869 816 (перепис 2011 р.)
  - Молдова — 2 815 000 (перепис 2004 р.)
  - Україна — 409 600 (у південній Бессарабії й Північній Буковині, перепис 2001 р.)
  - Сербія — 79 000 (перепис 2002 р.)
  - Угорщина — 7995 (перепис 2001 р.)
  - Болгарія — 3584 осіб вважають себе волохами (може бути, й арумуни) і 891 румунами в 2011 році[2].

- Арумуни — до 500 000 (250 000 є носіями арумунської мови)[3] мешкають:
  - Греція — 50 000,[4] в основному в горах Пінд (проте Греція, як і Франція, не визнає жодного етнічного поділу, через що немає статистичних даних; арумуни Греції ідентифікують себе як греки)
  - Албанія — 100 000—200 000[5][6]
  - Румунія — 26 500[7]
  - Македонія — 20 000[8]

- Мегленорумуни (розмовляють мегленорумунською мовою), живуть у Греції й Македонії — 5000[9]..
- Істрорумуни (розмовляють істрорумунською мовою), проживають у Хорватії, чисельність — 1200 чоловік, але з них менш ніж 200 є носіями мови.
- Морлахи — згідно з переписом у Хорватії (1992 р.), 22 особи оголосили себе морлахами, проте жоден з них не є носієм мови.

## Терени з волоським населенням
Ой, волохи козаків до себе звуть,

До козаків такі речі ведуть:

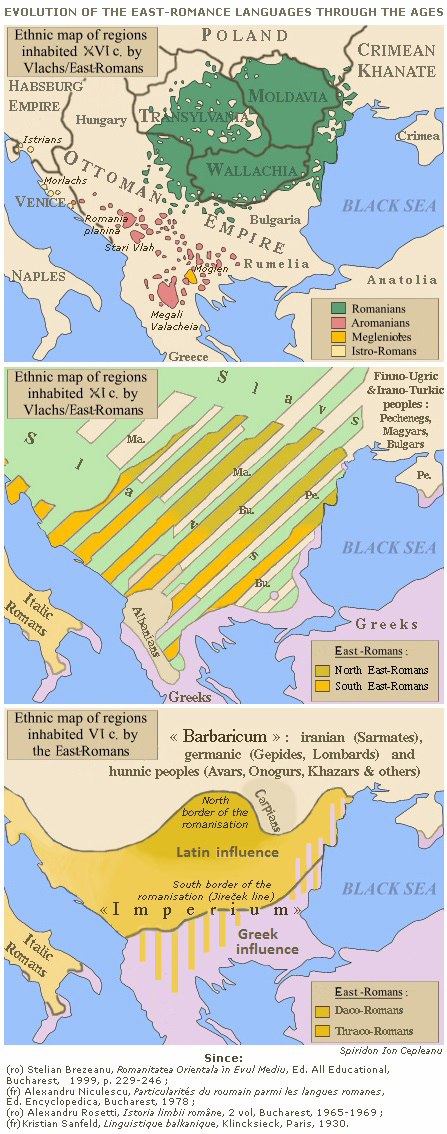
Еволюція східних романських мов протягом століть

— Від моря й Царя-города вітри гудуть,

Турки і татари у Волощину йдуть.

Ой, вже Волоські землі руйнують,

Руйнують, плюндрують, не милують,

Ой, йдіть, панове, нам поможіть,

Свою славу козацьку спом'яніть!

Тод-то панове-козаки виступали,

До Волощини дорожку топтали…
Крім того, деякі групи (арумуни, мегленорумуни тощо) під час історичних міграцій, розселилися по всьому Балканському півострові, на північ до Польщі і на захід до Моравії («волоська пастуша колонізація» — див. волоське право), а також сучасної Хорватії, де морлахи поступово асимілювались, ідентифікуючись тепер як хорвати та серби.

### Терени, пов'язані з волохами
- Біла Валахія — у Мезії;[11]
- Сремська Валахія — на річці Сава;
- Чорна Валахія (Morlachia) в Далмації
- Верхня Валахія з Воскополе й Метсовон («Άνω Βλαχία», Áno Vlahía) — включає південну Македонію, Албанію й Епір;
- Стара Валахія (Stari Vlah) — у східній Боснії і Герцеговині та західній Сербії ;
- Румунські гори (Румунська планіна) у східній частині Боснії і Герцеговини ;
- Власка — колишній повіт південної Валахії (назва походить від сербського позначення Валахії: Vlaska);
- Велика Валахія (Мунтенія) — на схід від річки Олт;
- Мала Валахія (Олтенія) — на захід від річки Олт;
- Цизальпійська Валахія — Банат;
- Моравська Валахія — у Бескидах у Чехії

## Ресурси Інтернету
- The Vlach Connection and Further Reflections on Roman History [Архівовано 24 березня 2008 у Wayback Machine.]
- Orbis Latinus: Wallachians, Walloons, Welschen
- Vlachs in Greece [Архівовано 8 серпня 2007 у Wayback Machine.]
- French Vlachs Association (in Vlach, EN and FR) [Архівовано 30 квітня 2009 у Wayback Machine.]
- Studies on the Vlachs [Архівовано 13 серпня 2007 у Wayback Machine.], by Asterios Koukoudis
- Aromanian Vlachs: The Vanishing Tribes
- Panhellenic Confederacy of Vlachs' Cultural Associations (in Greek)
- Vlachs' in Greece [Архівовано 1 жовтня 2020 у Wayback Machine.] (гр.)
- Consiliul A Tinirlor Armanj, Youth Aromanian community and their Projects [Архівовано 9 січня 2010 у Wayback Machine.] (in Vlach, EN and RO)
- Vlach in Serbia, Online Since 1999 [Архівовано 21 лютого 2015 у Wayback Machine.] (in Vlach, EN and RO)
- Ю.Гошко, О.Турчак. Звичаєве право на Лемківщині // Лемківщина. Т. 2 [Архівовано 6 січня 2013 у Wayback Machine.] (про волоське право в Україні)